# Codex Aureus von Stockholm

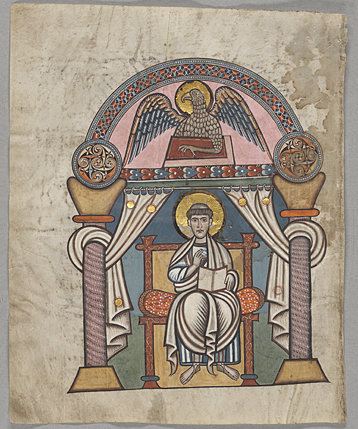
Evangelist Johannes

Der Codex Aureus von Stockholm (auch Codex Aureus von Canterbury) ist eine illustrierte Handschrift aus der Mitte des 8. Jahrhunderts aus England.

## Beschreibung

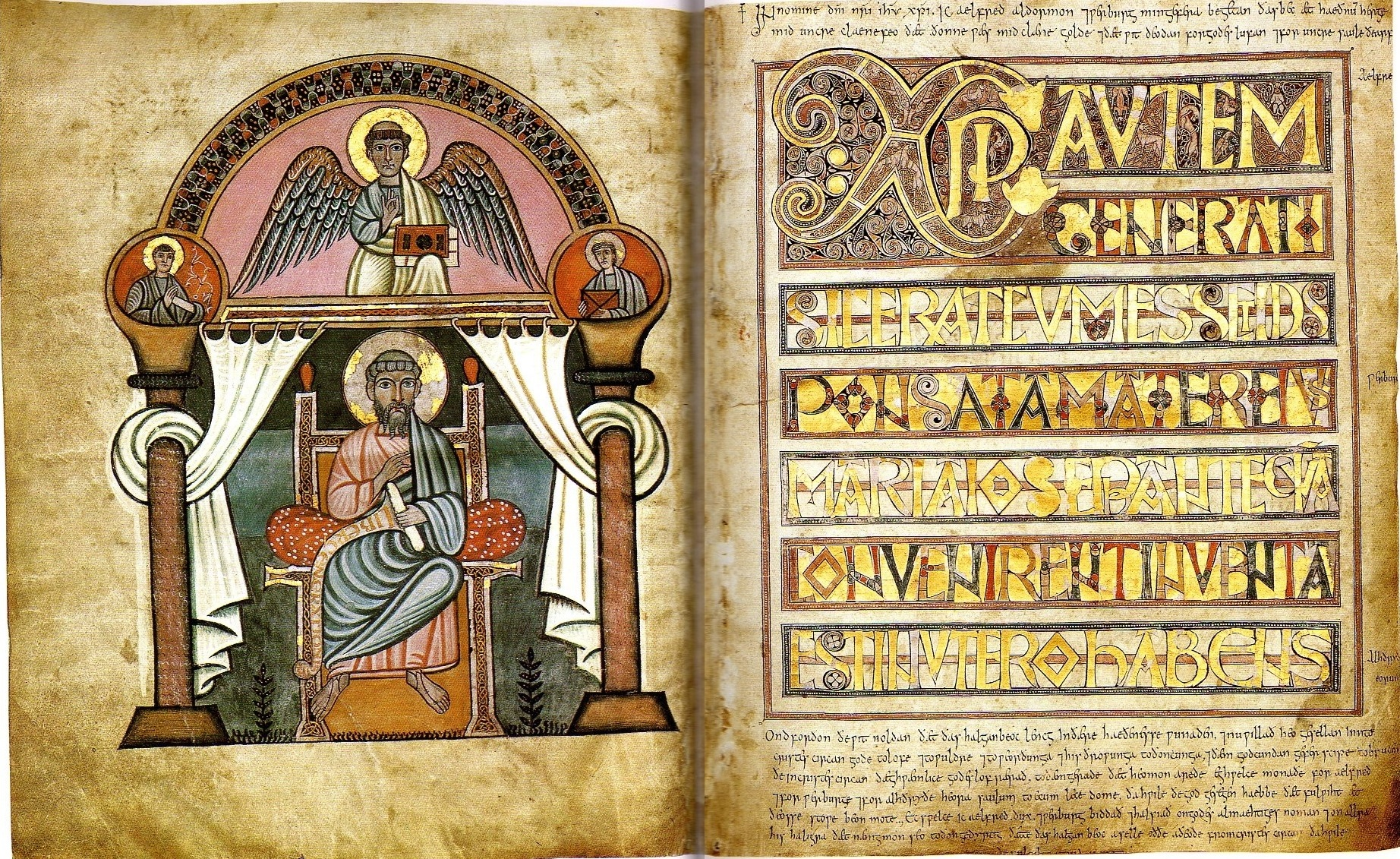
Evangelist Matthäus

Die Handschrift enthält den Text der vier Evangelien des Neuen Testaments auf 193 erhaltenen Pergamentfolien aus Vellum im Format 393 mm × 314 mm. Einige Blätter sind purpurgefärbt. Diese sind mit silbernen, goldenen und weißen Pigmenten beschrieben, die anderen Blätter mit schwarzen und roten Pigmenten. Die unterschiedlichen Farben der Schrift bilden zum Teil geometrische Formen.
Es sind ganzseitige farbige Miniaturen der Evangelisten Matthäus und Johannes erhalten, dazu sechs illuminierte Kanontafeln und sieben verzierte Initialen.
Die Miniaturen orientieren sich an italienischen Vorbildern, die Schrift ist dagegen im insularen Stil gestaltet. Einige Initialen sind mit Blattgold verziert, die ältesten erhaltenen aus England.
Die Handschrift entstand wahrscheinlich in Canterbury (Abtei St. Augustinus?) oder zumindest im Königreich Mercia (Kent). Im späten 9. Jahrhundert kaufte der Earldorman Ælfred von Survey das Manuskript Wikingern ab, dies wird in einer altenglischen Notiz am Rand des Textes berichtet. Im 16. Jahrhundert befand sie sich in Spanien. Heute ist sie in der Königlichen Bibliothek in Stockholm aufbewahrt (Signatur MS A-135).